# Kristin Krohn Devold

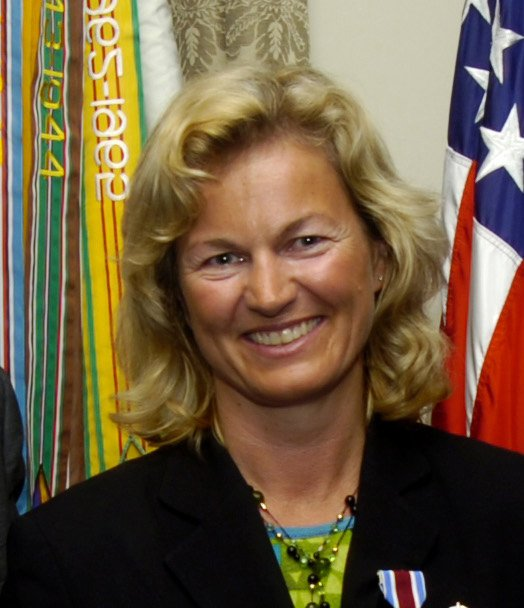
Kristin Krohn Devold

Kristin Margrethe Krohn Devold (* 12. August 1961 in Ålesund, Norwegen) ist eine norwegische Politikerin und Ökonomin. Sie war von 2001 bis 2005 norwegische Verteidigungsministerin im zweiten Kabinett Bondevik. Sie gehört der konservativen Partei Høyre an. 

## Leben
Sie absolvierte die Norwegische Handelshochschule und schloss diese im Jahre 1985 im Fach Zivilökonomie ab. In der Zeit von 1989 bis 1993 war sie Teil des Vorstands der norwegischen Statistikbehörde Statistisk sentralbyrå. Zwischen 1991 und 1993 war sie zudem Mitglied im Stadtrat von Oslo.
Im Jahre 1993 wurde sie erstmals in das norwegische Parlament Storting gewählt, dem sie bis 2005 in insgesamt drei aufeinanderfolgenden Wahlperioden für den Wahlbezirk Oslo angehörte. Am 19. Oktober wurde sie zur Verteidigungsministerin ernannt. Als Ministerin geriet Krohn Devold in die Kritik, nachdem sich Budget-Unregelmäßigkeiten im Verteidigungsministerium auf über eine Milliarde Norwegische Kronen aufsummiert hatten. Das Parlament leitete Untersuchungen gegen sie ein, die aber frühzeitig eingestellt wurden.
Krohn Devold befürwortete die Teilnahme Norwegens am Irakkrieg und am Krieg gegen den Terror in Afghanistan. Sie wurde 2003 als mögliche Kandidatin für die Nachfolge des NATO-Generalsekretärs George Robertson gehandelt, aber schließlich wurde dem Niederländer Jaap de Hoop Scheffer der Vorzug gegeben.
Nach ihrer Zeit als Ministerin arbeitete sie bis 2013 als Generalsekretärin des Wandervereins Den Norske Turistforening.
Krohn Devold ist verheiratet und hat zwei Kinder.

## Auszeichnungen
Im Jahr 2004 erhielt sie die Medaille für ausgewählte Freunde des Landes Lettland. 2005 folgte die Auszeichnungen Bachelor's Cross of the Order of Merit of the Republic of Poland und Kommandør av St. Olavs Orden.